# Fort Boyard (Fernsehserie)

Länder mit einer Version von Fort Boyard (Stand: 2017)

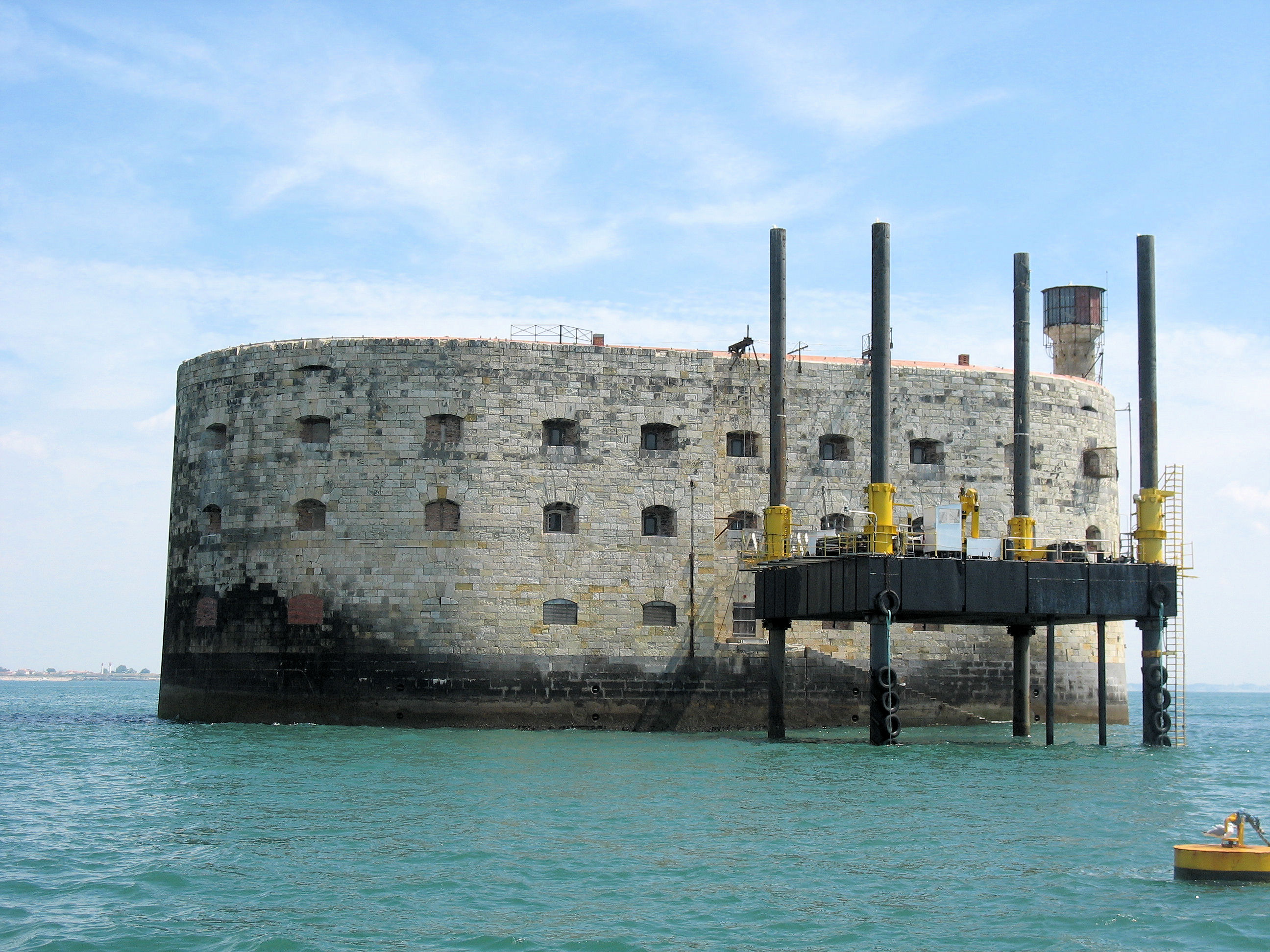
Das Fort Boyard, Schauplatz der Spielshow in der Seitenansicht

Fort Boyard ist eine Abenteuer-Spielshow, die von den Franzosen Jacques Antoine und Jean-Pierre Mitrecey entwickelt wurde. Erstmals wurde die Fernsehshow im Juli 1990 unter dem Titel Les Clés de Fort Boyard (französisch für Die Schlüssel von Fort Boyard) in Frankreich ausgestrahlt. Die Sendung wurde danach teilweise konzeptionell leicht verändert in vielen Ländern weltweit übernommen, unter anderem folgte die schwedische Ausgabe Fångarna på fortet (schwedisch für Die Gefangenen des Forts). Dort erreichte Fort Boyard 2010 einen Marktanteil von 54,3 Prozent bei den Zuschauern im Alter von 15 bis 44 Jahren. Die deutsche Ausgabe Fort Boyard wurde erstmals im Dezember 1990 ausgestrahlt, die Schweizer Version erstmals im Jahre 1995.
Als Kulisse dient die gleichnamige französische Festung Fort Boyard. Bisher wurde die Sendung in mehr als 33 Ländern vermarktet und es wurden seither mehr als 1700 einzelne Sendungen produziert. Das Sendungsformat Fort Boyard gilt damit inzwischen als weltweit erfolgreichster französischer Fernsehexport.

## Internationale Versionen
Legende
in Produktion
Produktion eingestellt
| Land                   | Titel                                                                  | Version                                                         | Moderation | Sender                               | Rätsel im Turm | Jahre                               |
| ---------------------- | ---------------------------------------------------------------------- | --------------------------------------------------------------- | --- | ------------------------------------ | --- | ----------------------------------- |
| Algerien               | برج الأبطال Bourj El Abtal                                             | Ein Team (Klassisch)                                            | Momo Djender & Samira Zitouni | Canal Algérie                        | Yousfi Toufik | 2006, 2008–2012                     |
| Argentinien            | Fort Boyard                                                            | Ein Team (Klassisch)                                            | Julián Weich & Araceli González | Canal 13                             | Isabel Achaval | 1999–2000                           |
| Armenien               | Fort Boyard                                                            | Ein Team (Klassisch)                                            | Tina Kandelaki & Ruben Jaghinyan | Armenia TV                           | Hrachia Harutyunyan | 2009                                |
| Aserbaidschan          | Fort Boyard                                                            | Zwei Teams (Duell)                                              | Zaur Bakhshaliyev & Metanet Eliverdiyeva | ATV                                  | Orxan Fikretoglu (2013) Fariday Karimov (2014) | 2013–2014                           |
| Belgien                | De Sleutels van Fort Boyard (niederländisch)                           | Zwei Teams (Länder-Duell)                                       | Hans Schiffers & Alexandra Potvin | BRT                                  | Jan Wegter | 1992                                |
| Belgien                | Fort Boyard (niederländisch)                                           | Ein Team (Klassisch)                                            | Dagmar Liekens & Chris Van den Durpel | VT4                                  | Luk D'heu | 1999–2001                           |
| Belgien                | Fort Boyard (französisch)                                              | Ein Team (Klassisch)                                            | Jean-Michel Zecca & Sandrine Dans | RTL-TVI                              | Jean-Paul Andret (2006) Yann Le Gac (2007) | 2006–2008                           |
| Bulgarien              | Fort Boyard                                                            | Drei Länder (Duell) Ein Team (Klassisch) (2010)                 | Dimitar Pavlov & Monsieur Rochelle | bTV                                  | Philippe Leray | 2008–2010                           |
| Dänemark               | Fangerne på Fortet                                                     | Ein Team (Klassisch)                                            | Thomas Mygind (1993–2000) Camilla Sachs Bostrup (1993–95) Kamilla Gregersen (1995–97) Camilla Ottesen (1997–2000) | TV3                                  | Ove Sprogøe (1993) Tage Axelson (1993–95) Ole Ernst (1995–2000) | 1993–2000                           |
| Dänemark               | Fangerne på Fortet                                                     | Zwei Teams (Duell)                                              | Camilla Ottesen & Peter Schmeichel | TV3                                  | — | 2009–2010                           |
| Deutschland            | Fort Boyard – Ein Spiel für Abenteurer                                 | Ein Team (Klassisch)                                            | Reiner Schöne & Rita Werner | Sat.1                                | Michel Scourneau | 1990–1991                           |
| Deutschland            | Fort Boyard – Stars auf Schatzsuche                                    | Ein Team (Klassisch)                                            | Steven Gätjen & Alexander Mazza | ProSieben                            | Sonya Kraus | 2000–2002                           |
| Deutschland            | Fort Boyard                                                            | Zwei Teams (Duell)                                              | Andrea Kaiser & Alexander Wesselsky | kabel eins                           | — | 2011                                |
| Deutschland            | Fort Boyard                                                            | Ein Team (Klassisch)                                            | Matthias Killing | Sat.1                                | Klaus Münster | 2018                                |
| Frankreich             | Les Clés de Fort Boyard (1990) Fort Boyard (1991–)                     | Ein Team (Klassisch) Zwei Teams (Duell) (2010)                  | Patrice Laffont (1990–99) Marie Talon (1990, ersten 9 Episoden) Sophie Davant (1990–91) Valérie Pascal (1992) Cendrine Dominguez (1993–2002) Jean-Pierre Castaldi (2000–02) Olivier Minne (2003–present) Sarah Lelouch (2003–05) Anne-Gaëlle Riccio (2006–09) | Antenne 2 (1990–91) France 2 (1992–) | Michel Scourneau (1990) Yann Le Gac (1991–present) Didier Hervé (2002) | 7. Juli 1990–                       |
| Georgien               | Fort Boyard                                                            | Ein Team (Klassisch)                                            | Duta Skhirtladze & Naniko Khazaradze | Rustavi 2                            | Unknown | 2004                                |
| Griechenland           | Fort Boyard                                                            | Ein Team (Klassisch) Zwei Teams (Duell) (2006–2008)             | Christos Ferentinos & Orthoula Papadakou | STAR                                 | Angelos Papadimitriou | 2004–2008                           |
| Israel                 | המבצר Ha-Mivtzar                                                       | Ein Team (Klassisch)                                            | Aki Avni & Sigal Shachmon | Channel 2                            | Yehuda Fuchs | 1998–1999                           |
| Kanada (Québec)        | Fort Boyard (französisch)                                              | Ein Team (Klassisch)                                            | Guy Richer & France Beaudoin (1993) Guy Mongrain (1994–2001) Marie-Soleil Tougas (1994–97) Sylvie Bernier (1998–2001) | TVA                                  | Yann Le Gac | 1993–2001                           |
| Kanada (Québec)        | Fort Boyard (französisch)                                              | Ein Team (Klassisch), Zwei Teams (Duell)                        | Guillaume Lemay-Thivierge & Dave Morissette (2013–2014) | TVA                                  | Yann Le Gac | 2014–2015                           |
| Marokko                | جزيرة الكنز Jazirat Elkanz                                             | Ein Team (Klassisch)                                            | Hicham Masrar & Rachid Allali | 2M TV                                | Kamal Kadimi | 2015–                               |
| Niederlande            | De Sleutels van Fort Boyard                                            | Ein Team (Klassisch)                                            | Bas Westerweel & Ria Visser | NPO 1                                | Jan Wegter | 1991                                |
| Niederlande            | De Sleutels van Fort Boyard                                            | Zwei Teams (Länder-Duell)                                       | Hans Schiffers & Alexandra Potvin | NPO 1                                | Jan Wegter | 1992                                |
| Niederlande            | Fort Boyard                                                            | Zwei Teams (Duell)                                              | Gerard Ekdom (2011–12) Lauren Verster (2012, 2014) Art Rooijakkers (2011) Freek Bartels (2014) | NPO 3                                | — | 2011–2012 2014                      |
| Norwegen               | Fangene på Fortet (1993–97, 1999, 2010–11) Nye Fanger på Fortet (2000) | Ein Team (Klassisch)                                            | Jon Michelet & Lise Nilssen (1993) Steffen Tangstad (1994) Nils Ole Oftebro (1995–96, 1999–2000) Elisa Røtterud (2000) | TV3                                  | Helge Reiss (1993) Toralv Maurstad (1994) Lars Andreas Larssen (1995–96) Trond Brænne (1999–2000)                                                                                             | 1993–1997 1999–2002                 |
| Norwegen               | Fangene på Fortet (1993–97, 1999, 2010–11) Nye Fanger på Fortet (2000) | Zwei Teams (Duell)                                              | Daniel Franck (2010–11) Jenny Skavlan (2010) Henriette Lien (2011) | TV3                                  | — | 2011                                |
| Polen                  | Fort Boyard                                                            | Ein Team (Klassisch)                                            | Robert Gonera & Katarzyna Glinka | TVP2                                 | Janusz Weiss | 2008–2009                           |
| Polen                  | Fort Boyard                                                            | Zwei Teams (Duell)                                              | Elżbieta Romanowska & Mariusz Kałamaga | Viaplay                              | — | 2021                                |
| Rumänien               | Fort Boyard                                                            | Ein Team (Klassisch)                                            | Paul Ipate & Octavian Strunila | Pro TV                               | Marius Manole | 2017                                |
| Russland               | Форт Боярд                                                             | Ein Team (Klassisch)                                            | Leonid Parfyonov & Yelena Khanga | NTV                                  | Vadim Gushchin | 1998                                |
| Russland               | Форт Боярд                                                             | Ein Team (Klassisch)                                            | Sergey Brilev & Yanina Batyrchina | Rossija 1                            | Nikolay Denisov | 2002                                |
| Russland               | Форт Боярд                                                             | Ein Team (Klassisch)                                            | Leonid Yarmolnik & Oxana Fedorova | Rossija 1                            | Wassili Liwanow (2003) Aleksandr Adabashyan (2004) | 2003–2004                           |
| Russland               | Форт Боярд                                                             | Zwei Teams (Duell)                                              | Leonid Yarmolnik, Ekaterina Konovalova & Elena Korikova | Rossija 1                            | Aleksandr Filippenko | 2006                                |
| Russland               | Форт Боярд                                                             | Zwei Teams (Duell)                                              | Nikolai Valuev & Anna Ardova (2013) | Channel One                          | Viktor Verzhbitsky | 2014                                |
| Schweden               | Fångarna på fortet Fortet (2003–05)                                    | Ein Team (Klassisch) (1990–2000) Zwei Teams (Duell) (2003–2017) | Erik Blix & Anne Barlind (1990) Gunde Svan (1992–98, 2010–17) Agneta Sjödin (1992–94, 1998, 2010–14, 2016–17) Kayo Shekoni (1995–97) Hans Fahlén & Kristin Kaspersen (2003–04) Marie Serneholt (2015)                                                         | TV4                                  | Martin Myrberg (1990) Stig Ossian Ericson (1992–2000) Felix Herngren (2003–05) Rolf Skoglund (2010) Lasse Brandeby (2011) Peter Magnusson (2012) Börje Ahlstedt (2013–16) Rikard Wolff (2017) | 1990 1992–1998 2003, 2005 2010–2017 |
| Schweden               | Fångarna på fortet Fortet (2003–05)                                    | Ein Team (Klassisch)                                            | Gry Forssell & Henrik Johnsson (Spring) Håkan Södergren & Linda Nyberg (Autumn) | TV3                                  | Stig Ossian Ericson | 2000                                |
| Schweiz                | Fort Boyard                                                            | Ein Team (Klassisch)                                            | Lolita Morena & Enrico Carpani | TSR                                  | Cito Steiger | 1995                                |
| Slowakei               | Pevnosť Boyard                                                         | Ein Team (Klassisch)                                            | Stano Pavlík (1998–99) Andrea Timková (1998) Kveta Horváthová (1999) | TV Markíza                           | Ľubo Gregor (1998) Marian Zednikovic (1999) | 1998–1999                           |
| Slowakei               | Pevnosť Boyard                                                         | Ein Team (Klassisch)                                            | Martin Nikodým & Diana Hágerová | TV Markíza                           | Michal Ďuriš | 2017                                |
| Spanien                | Fort Boyard                                                            | Ein Team (Klassisch)                                            | Paula Vázquez & Félix Álvarez | Telecinco                            | Óscar Ladoire | 2001                                |
| Südkorea               | Fort Boyard                                                            | Ein Team (Klassisch)                                            | Nam Hee Suk & Lee Hyori | SBS                                  | Ji Seok Jin | 2003                                |
| Tschechien             | Pevnost Boyard                                                         | Ein Team (Klassisch)                                            | Libor Bouček | Prima                                | Jan Rosák | 2016–2017                           |
| Türkei                 | Hazine Adasi                                                           | Ein Team (Klassisch)                                            | Yosi Mizrahl & Jancet Paçal | Star TV                              | Princesse Yassémindé | 2000                                |
| Türkei                 | Fort Boyard                                                            | Drei Länder (Duell)                                             | Evrim Akın | Fox Turkey                           | Philippe Leray | 2008–2009                           |
| Ukraine                | Форт Буаяр                                                             | Ein Team (Klassisch)                                            | Gregory Hlady & Vita Smatcheliouk | 1+1                                  | Bohdan Stupka | 2004                                |
| Ungarn                 | Fort Boyard AZ ERŐD                                                    | Ein Team (Klassisch)                                            | Vizy Andras & Demcsák Zsuzsa | TV2                                  | György Bárdy | 2000                                |
| Vereinigtes Königreich | Fort Boyard                                                            | Ein Team (Klassisch)                                            | Melinda Messenger & Leslie Grantham | Channel 5                            | Geoffrey Bayldon | 1998–2001                           |
| Vereinigtes Königreich | Fort Boyard                                                            | Ein Team (Klassisch)                                            | Jodie Penfold & Christopher Ellison | Challenge                            | Tom Baker | 2003                                |
| Vereinigtes Königreich | Fort Boyard: Ultimate Challenge                                        | Zwei Teams (Duell)                                              | Laura Hamilton & Geno Segers (2011), Andy Akinwolere (2012–14) | CITV                                 | — | 2012–2014                           |
| Vereinigte Staaten     | Conquer Fort Boyard                                                    | Zwei Teams (Duell)                                              | Chris Berman & Cathy Lee Crosby (1991) | ABC                                  | — | 1993 (pilot)                        |
| Vereinigte Staaten     | Fort Boyard: Ultimate Challenge                                        | Zwei Teams (Länder-Duell)                                       | Laura Hamilton & Geno Segers | Disney XD                            | — | 2011–2012                           |

## Trivia
- Im Jahr 2009 nahm die US-Schauspielerin Eva Longoria an der französischen Version der Show teil und erspielte mit ihrem Team 22.340 Euro.
- Das im Hof der Festung gelegene Kachelfeld enthält im französischen Original verschiedene Buchstaben, welche für das Abschlussspiel benötigt werden. Diese Buchstaben sind jedoch nicht ortsfest, sodass sie für die kabel eins-Ausstrahlung entfernt wurden, während sie in den vorherigen deutschen Staffeln ebenfalls genutzt wurden. In der deutschen (kabel eins) und schwedischen Version der Sendung ist damit der Schriftzug „Fort Boyard“ dargestellt.
- An der Rückseite der Festung befindet sich eine nachträglich angebaute Versorgungsplattform. Sie ist aufgrund der Kameraführung und des Schnittes in der Fernsehausstrahlung nicht zu sehen. Per Google Earth ist sie jedoch deutlich zu erkennen.
- Die deutsche Ausgabe ist, mit Ausnahme der ersten Staffel auf Sat.1, die weltweit einzige, in der an den regulären Ausgaben ausschließlich prominente Kandidaten teilnehmen, was in der Vergangenheit vielfach kritisiert wurde.
- Die dritte deutsche Staffel (zweite Produktionsstaffel von ProSieben) wurde erst ein Jahr nach ihrer Fertigstellung ausgestrahlt.
- Die internationale Titelmusik der Show wurde im deutschen Fernsehen erst mit der 2018 in Sat.1 ausgestrahlten Staffel verwendet. Zuvor war sie lediglich am Ende der kabel eins-Ausgaben in gekürzter Form im Abspann zu hören.
- Erst die 2018 in Sat.1 ausgestrahlte Staffel der Show verwendet das internationale Logo der Spielshow. Alle vorherigen deutschen Staffeln verwendeten ein jeweils eigens gestaltetes Logo.
- Die französische „Original“-Version der Spielshow dauert netto knapp 90 Minuten, wobei die jeweils vorhandenen baulichen und dramaturgischen Möglichkeiten der Anlage voll genutzt werden. „Gekürzte“ Versionen (wie in der ersten Staffel in Sat.1, mit netto 40 Minuten) erzwingen eine Vereinheitlichung und damit eine gewisse Vorhersehbarkeit des Spielablaufs.
- Neben den fest eingebauten – und regelmäßig modifizierten – Spielen verfügt die Anlage über fest installierte Fernsehtechnik mit bis zu 50 Kameras. Für die Spiele existiert ein kleiner „Zoo“ mit Tigern, Spinnen, Ratten etc. Bei schlechtem Wetter (spätestens zum Ende der Saison) muss die Fernsehtechnik im Außenbereich jeweils demontiert werden.
- Trotz des Erfolges und guter Einschaltquoten wurden für das deutsche Publikum insgesamt nur wenige Staffeln produziert, da die Produktionskosten vergleichsweise hoch sind. Bereits 1990 kostete eine Folge etwa 500.000 DM (ca. 256.000 Euro). Außerdem hatte sich die deutsche Produktion am Drehort mit vielfältigen Schwierigkeiten auseinanderzusetzen. Durch den Tidenhub konnte vor Ort nur wenige Stunden pro Tag gedreht werden, da sonst aufgrund des Wellengangs der Hafen in Rochefort nicht zu erreichen war; für diesen Fall existieren Notquartiere für Drehstab und Spieler. Außerdem war es erforderlich, die Drehzeiten mit den Drehteams anderer Länderausgaben abzustimmen.
- Der auch in Deutschland frei empfangbare französischsprachige Fernsehsender TV5 Monde strahlt in den Sommermonaten die jeweilige Vorjahresstaffel der Fort Boyard Variante von France 2 aus. Die Sendung wird untertitelt, u. a. auch in der deutschen Sprache.
- Der Französische Fußballer Adil Rami nahm im August 2019 an der Sendung Teil, obwohl er offiziell bei seinem Verein Olympique Marseille verletzt gemeldet war. Anschließend wurde sein Vertrag vom Verein gekündigt.
- Der ursprünglich nordische Streamingdienst Viaplay, welcher seit 2021 auch in Polen vertreten ist, hatte im März 2021 angekündigt, das Format nach einer über zehnjährigen Pause wieder aufleben zu lassen.[2] Von September bis Oktober 2021 lief die dritte Staffel unter der Produktion von Endemol Shine Polska, einem Ableger der Endemol Gruppe.[3] Ob eine weitere, vierte Staffel in Polen ausgestrahlt wird, steht aktuell noch nicht fest.